# José Perié y Barros
José Perié y Barrios (Jerez de los Caballeros, España, 13 de noviembre de 1722-Cartago, Costa Rica, 7 de enero de 1789) fue un militar español que fue gobernador de la provincia de Costa Rica de 1778 a 1780 y de 1785 a 1789.

## Datos familiares
Fue hijo de Maximilien Perié, natural de Lila, Francia, y de María de Barrios Suárez, natural de Jerez de los Caballeros, quienes casaron en la parroquia de San Bartolomé Apóstol en Jerez de los Caballeros el 24 de agosto de 1710.
Casó en Madrid en 1772 con Isabel Roy Soriano, nacida en Ciudad Rodrigo y muerta en Madrid el 20 de junio de 1803; viuda del teniente José Mediamarca. De ese matrimonio nació una hija, Josefa Perié y Roy.

## Carrera militar
Fue capitán del regimiento de infantería de Soria y ayudante de la plaza de Madrid.

## Gobernador de Costa Rica por primera vez
El 2 de febrero de 1777 el rey Carlos III lo nombró gobernador de Costa Rica. Tomó posesión el 25 de junio de 1778.
Le correspondió ejecutar la orden del rey que disponía el regreso a España del exgobernador José Joaquín de Nava y Cabezudo, que había permanecido en Cartago con su amante Joaquina López del Corral y Arburola, dejando en el abandono a su familia en España. Esto enfrentó a Perié con la aristocracia de Cartago, que procuró obstaculizar su administración en todo lo posible.
Debido a una serie de acusaciones en su contra, la Real Audiencia de Guatemala lo suspendió y el 7 de agosto de 1780 nombró como gobernador interino de Costa Rica a Juan Fernández de Bobadilla y Gradi.
El 31 de enero de 1785 la Real Audiencia de Guatemala dispuso restituirlo en su cargo de gobernador de Costa Rica.
Debido a su mal estado de salud, el 10 de diciembre de 1788 encargó interinamente el gobierno al teniente de gobernador José Antonio de Oreamuno y García de Estrada.